# 무주 구천동 주목군총
무주 구천동 주목군총(茂朱 九千洞 朱木群叢)은 대한민국 전북특별자치도 무주군 설천면 삼공리에 있는 덕유산의 향적봉을 오르는 8부 능선에서부터 정상에 이르기까지 나이 약 300∼500년 생의 나무 1,000그루가 이루고 있는 주목나무 숲이다. 1971년 12월 2일 전북특별자치도의 기념물 제2호로 지정되었다.

## 개요
주목(朱木)은 소백산·태백산·오대산·설악산 등 높은 산악지대에서 자라는 나무로 껍질은 윤기가 흐르는 적갈색이며 짙푸른 녹색 잎이 촘촘하게 달려있다. 꽃은 암수가 한 나무에 달리고 4월에 피며, 8·9월에 빨간색의 열매가 익는다. 옮겨 심기가 편리하며 흔히 관상용으로 재배하고 있다.
구천동의 주목군총은 덕유산의 향적봉을 오르는 8부 능선에서부터 정상에 이르기까지 나이 약 300∼500년 생의 나무 1,000그루가 숲을 이루고 있다. 이 고장 사람들은 향적봉에만 있는 나무라 하여 향목(香木) 또는 적목(積木)이라고도 부른다.
주목은 살아서 천 년, 죽어서 천 년이라고 할 만큼 최고의 목재로 알려져 많은 자생지가 파괴되었다. 무주의 구천동 주목군총은 전국에서 몇 군데 남아 있지 않은 주목자생지로 기념물로 지정하여 특별히 관리하고 있다.